# Buenaventura Carbó y Aloy
Buenaventura Carbó y Aloy   (Madrid, 25 d'octubre de 1819 - Madrid, 2 de març de 1888) fou un militar i polític espanyol, fill del militar Jaime Carbó.

## Biografia
El 1832 ingressà a l'Exèrcit Espanyol. Va participar, com a ajudant del seu pare en les preses de Marbán i de la plaça de Portalegre (Portugal) a Extremadura, així com en diverses accions contra les faccions carlines catalanes del pretendent Carles Maria Isidre de Borbó a Farriols, Calaf, Coll de Comadros i Sant Joan de les Abadesses, en l'aixecament del setge de Puigcerdà i en la presa de Ripoll, durant la Primera Guerra Carlina, aconseguint tres creus de Sant Ferran de primera classe per la seva participació en les accions de guerra com a tinent del Regiment Almansa en 1837.
Un cop acabada la contesa rebé el grau de brigadier i fou enviat a Canàries per a combatre el contraban. Tanmateix, tornà a la península i va prendre part en la revolució de 1848 i en la vicalvarada de 1854, raó per la qual va estar a punt de ser afusellat. El 1857 fou nomenat comandant general del Maestrat i governador militar de Morella, i de 1859 a 1863 governador militar d'Alacant. Quan es trobava a Granada, ciutat d'on era natural la seva esposa María de Gràcia de Soria y Ladoux, va ser un dels dirigents que van encapçalar el pronunciament revolucionari a la ciutat el 26 de setembre de 1868, presidint la Junta Revolucionària creada després del triomf de la revolta.
Fou elegit diputat per Oriola a les eleccions generals espanyoles de 1871 i abril de 1872. Fou Capità General de les Illes Balears (1871) i Ministre de Guerra interí entre desembre de 1871 i febrer de 1872. Després de la restauració borbònica fou capità general de Granada a l'octubre de 1873 i de Burgos al desembre següent i governador militar de Cuba en funcions (març de 1875), així com senador per la província d'Alacant el 1881. Finalment va ser nomenat capità general de Canàries el 10 de setembre de 1885, càrrec que va exercir fins a gener de 1887 quan va ser nomenat conseller del Consell Suprem de Guerra i Marina.